# Sankt Michael im Lavanttal

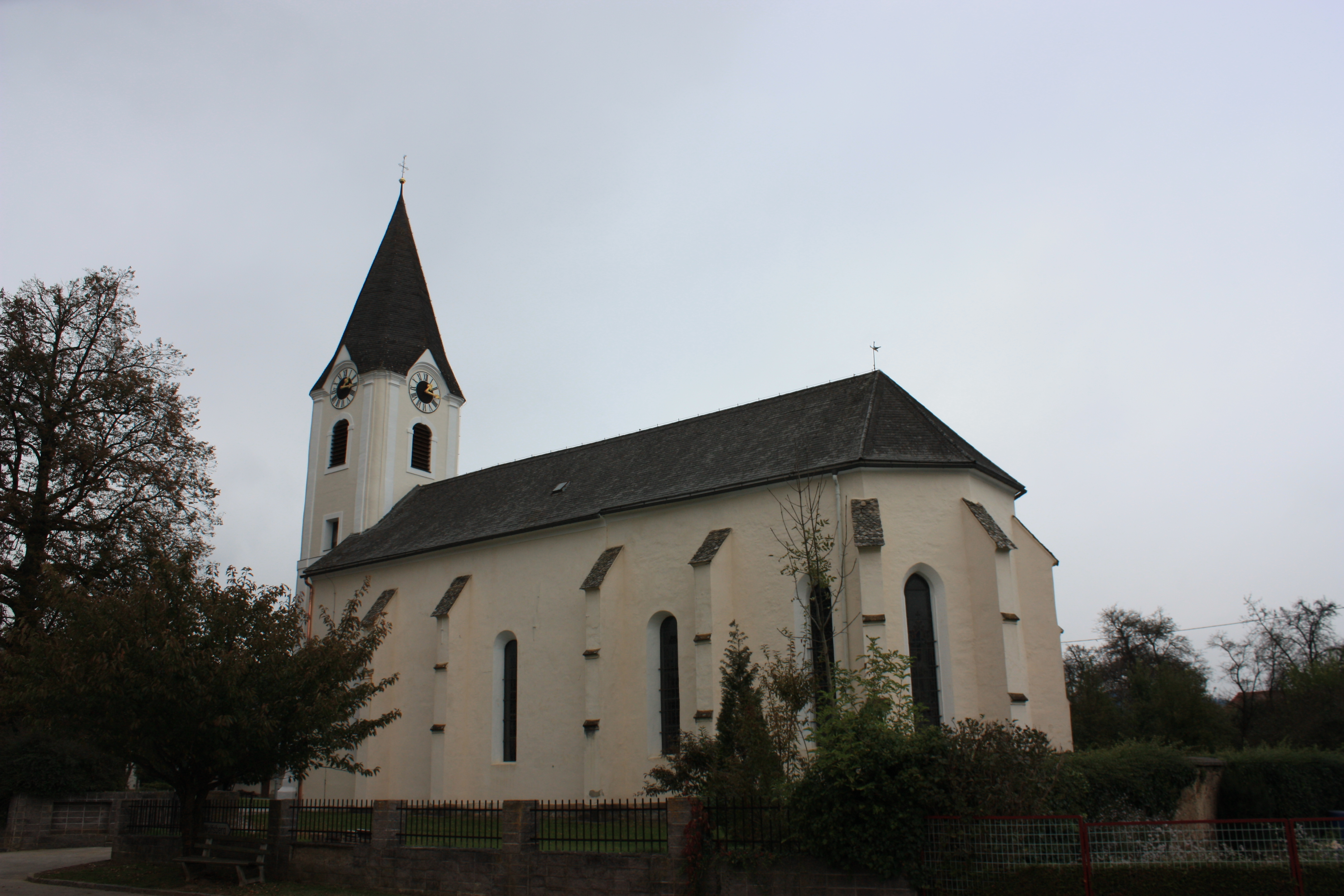
Pfarrkirche St. Michael

St. Michael im Lavanttal ist eine Ortschaft und eine Katastralgemeinde mit 531 Einwohnern (Stand 1. Jänner 2024) in der Stadtgemeinde Wolfsberg in Kärnten, in Österreich. St. Michael war bis 1973 eine eigenständige Gemeinde.

## Geschichte
In den 1950er Jahren wurden die Gemeinden Lading und Aichberg zusammengelegt, und 1964 nach St. Michael eingemeindet. Mit 1. Jänner 1973 wurde St. Michael zusammen mit sechs weiteren Landgemeinden und der Stadt Wolfsberg zur Großgemeinde Wolfsberg zusammengelegt.

## Einrichtungen
Im Ortszentrum befindet sich die Pfarrkirche St. Michael, das Feuerwehrhaus und das Pensionistenheim, sowie einige Gasthäuser und eine Bäckerei.
Etwas nördlich des Ortszentrums Richtung Pollheim stehen die achtklassige Volksschule sowie der Kindergarten. Das Schloss Himmelau beherbergt seit 1902 ein Kloster der Unbeschuhten Karmelitinnen.

## Freiwillige Feuerwehr
Die Freiwillige Feuerwehr St. Michael wurde im Jahre 1902 gegründet. Bis in die 1930er Jahre fuhr man mit Hydrophoren und Pferdefuhrwerken zum Einsatz, ehe 1936 moderne Technik Einzug hielt. Heute ist die Feuerwehr mit einem RLFA 2000 und einem Kleinlöschfahrzeug ausgestattet.